# 种族垃圾
種族垃圾（德語：Völkerabfälle），是弗雷德里克·恩格斯用来描述一些弱小民族的一个术语，最初由恩格斯1849年1月8日於《新萊茵報》上發表的文章中提及，他认为这些弱小民族是在社会发展的历史进程中容易屈服于更强大的邻居，因而這些小民族經常成为狂熱的反革命旗手。
恩格斯舉了如下幾例：
- 詹姆斯党 ：苏格兰盖尔人，从1640年到1745年一直是斯图亚特王朝的支持者。
- 朱安黨 ：法国布列塔尼人 ，从1792年至1800年一直是波旁王朝的支持者。
- 第一次卡洛斯戰爭：在西班牙， 巴斯克人則是唐·卡洛斯王子的支持者。

恩格斯还特别提到1848–49年塞尔维亚人起义，伏伊伏丁那的塞族人依靠奧地利帝國和俄羅斯帝國与先前從匈牙利革命中獨立的匈牙利王國进行了斗争，恩格斯視俄羅斯為歐洲進步的重大絆腳石，並認為塞爾維亞人是經過幾千年的發展也依舊為相當蒙昧無知的歷史殘渣，且該民族自以為本身的解放必須靠俄羅斯帝國才能達成。